# Benisuera
Benisuera è un comune spagnolo di 206 abitanti situato nella comunità autonoma Valenciana.